# Eugeniusz Trajer
Eugeniusz Trajer (ur. 2 kwietnia 1936 w Bobrownikach, zm. 4 maja 2012) – polski działacz partyjny i państwowy, bankowiec, prawnik, podsekretarz stanu w resortach związanych z budownictwem (1983–1987).

## Życiorys
Syn Wacława i Kazimiery. Działał w Związku Młodzieży Polskiej (1954–1957) i Związku Młodzieży Socjalistycznej (1958–1962), w 1962 wstąpił do Polskiej Zjednoczonej Partii Robotniczej. W 1966 uzyskał magisterium na Wydziale Prawa i Administracji Uniwersytetu Warszawskiego. Do 1969 pozostawał naczelnikiem wydziału w Banku Inwestycyjnym w Warszawie, następnie od 1970 do 1983 dyrektorem departamentu w Narodowym Banku Polskim. Był II sekretarzem OOP, członkiem egzekutywy i sekretarzem Komitetu Zakładowego PZPR w NBP.
Od lutego 1983 do listopada 1985 zajmował stanowisko podsekretarza stanu w Ministerstwie Budownictwa i Przemysłu Materiałów Budowlanych, następnie do października 1987 tożsame stanowisko w Ministerstwie Budownictwa, Gospodarki Przestrzennej i Komunalnej. W latach 90. był pełnomocnikiem Budimexu ds. Giełdy Papierów Wartościowych.
11 maja 2012 pochowany na cmentarzu w Rembertowie.